# Manny Shinwell

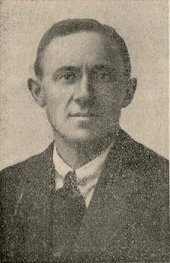
Manny Shinwell

Emmmanuel „Manny” Shinwell, baron Shinwell CH (ur. 18 października 1884 w Londynie, zm. 8 maja 1986) – brytyjski polityk, członek Partii Pracy, minister w rządach Clementa Attleego.
Pochodził z rodziny o polsko-żydowskich korzeniach. W dzieciństwie wraz z rodziną przeprowadził się do Glasgow. Jego ojciec był właścicielem małego sklepu odzieżowego, matka pracowała jako kucharka. Shinwell był samoukiem. Pierwszą pracę znalazł w zakładzie krawieckim. W 1903 r. został członkiem Amalgamated Union of Clothing Operatives. W 1906 r. został członkiem Glasgow Trades Council jako delegat wyżej wymienionego związku. W 1911 r. odegrał znaczną rolę w strajku marynarzy w Glasgow. Rychło został sekretarzem regionalnej gałęzi National Sailors' and Firemen'a Union (NSFU). W 1919 r. był zaangażowany w protest robotników domagających się 40-godzinnego tygodnia pracy. Protest przekształcił się w starcia z policją na George Square. Shinwell został oskarżony o podżeganie do rozruchów i skazany na 3 miesiące pozbawienia wolności.
Shinwell był członkiem Niezależnej Partii Pracy. W 1922 r. został wybrany do Izby Gmin jako reprezentant okręgu Linlithgowshire. Utracił mandat po wyborach 1924 r., ale odzyskał go w wyborach uzupełniających 1928 r. Podczas krótkiego okresu rządów laburzystów w 1924 r. Shinwell był sekretarzem ds. kopalń. W drugim laburzystowskim rządzie był wpierw finansowym sekretarzem w ministerstwie wojny (1929–1930), a następnie ponownie sekretarzem ds. kopalń (1930–1931). W 1931 r. znalazł się w gronie przeciwników rządu narodowego. W tym samym roku przegrał wybory parlamentarne. Do Izby Gmin powrócił w 1935 r. jako reprezentant okręgu Seaham. Okręg ten reprezentował do 1950 r., następnie był deputowanym z okręgu Easington.
Pod koniec lat 30. razem z Aneurinem Bevanem agitował na rzecz pomocy dla republikańskiego rządu Hiszpanii podczas wojny domowej. W 1940 r. odrzucił propozycję wstąpienia do rządu wojennego Winstona Churchilla. Kiedy Partia Pracy powróciła do władzy w 1945 r. Shinwell został ministrem paliwa i mocy. Na tym stanowisku nadzorował nacjonalizację kopalń. W latach 1947–1950 był ministrem wojny. W drugim rządzie Attlee’ego był w latach 1950–1951 ministrem obrony.
W latach 1964–1967 był przewodniczącym Parlamentarnej Partii Pracy. W Izbie Gmin zasiadał do 1970 r. Następnie został kreowany parem dożywotnim jako baron Shinwell i zasiadł w Izbie Lordów. Zmarł w 1986 r. Był autorem autobiografii składającej się z 3 tomów: Conflict Without Malice (1955), I've Lived Through it All (1973) oraz Lead With the Left (1981).